# Бакшеев, Дмитрий Семёнович
Дмитрий Семёнович Бакшеев (род. 3 ноября 1951, Якэши, Северный Китай) — Вице-президент и член Бюро Президиума Российской инженерной академии, член Совета президентов Международной инженерной академии, доктор технических наук, профессор, Заслуженный строитель Российской федерации (1995), Заслуженный инженер России (2000), лауреат премии Правительства РФ (2009), награждён благодарностью Президента Российской Федерации (2009), медалью «За заслуги в развитие строительной отрасли РФ»(2010), грамотой Президента Российской Федерации (2013), почётной грамотой Правительства Российской Федерации (2009), орденом Святого Благоверного князя Московского Даниила III степени (1999), орденом «Инженернаяи слава» (2011), золотой медалью Российской инженерной академии (2016), медалью Есенина в честь 120-летия со дня рождения С. А. Есенина (2016), орденом Лермонтова (2018), званием лауреата премии РИА имени И. А. Гришманова, званием лауреата конкурса РИА имени первопечатника Ивана Федорова, алмазным знаком Международной инженерной иакадемии (2021), орденом «Золотая звезда за верность России» Российского фронта патриотических сил (2021). Почётный профессор Белгородского государственного технологического университета им. В. Г. Шухова. Является автором индустриального буродобивного способа устройства свайных фундаментов в грунтах криолитозоны.

## Биография
Дмитрий Бакшеев родился в 1951 году в Маньчжурии, куда во время Гражданской войны ушли забайкальские казаки. Отец — Семён Сергеевич Бакшеев, мать — Антонина Андреевна Ёлгина, оба из видных казачьих семей. В 1957 семья переехала в Ленинск-Кузнецкий, где в 1960 родился второй сын — Игорь. В 1965 после полученной в шахте им. С. М. Кирова травмы погибает отец.
1969—1974 — студент Новосибирского инженерно-строительного института им. В. В. Куйбышева.
1974—1976 — мастер Ярославского специального управления треста «Гидроспецфундаментстрой» Главспецпромстроя Минмонтажспецстроя СССР. В 1975 заключён брак с Людмилой Илларионовной Бакшеевой (Ольховской).
1976—1978 — заведующий Ярославским сектором Бюро внедрения НИИОСП Госстроя СССР. В 1976 родился сын Алексей. В 1979 Дмитрий Семёнович с семьёй переезжает в г.Норильск.
1979—1988 — мастер, прораб, начальник участка, заместитель начальника управления, с 1985-го главный инженер Норильского специального управления треста «Гидроспецфундаментстрой». В 1985 году предложенный буродобивной способ устройства свайных фундаментов в вечномёрзлых грунтах позволил достичь значительной экономии средств, материалов и времени. В этом же году родилась дочь Ирина.
1988—1991 — замначальника, главный инженер Специального управления строительства Норильского горно-металлургического комбината (НГМК).
1991—1997 — заместитель генерального директора НГМК по строительству, директор по капитальному строительству, член Правления ОАО «Норильский горно-металлургический комбинат». В 1992 защитил кандидатскую диссертацию. В 1996 происходит конфликт новых акционеров и руководства РАО «Норильский никель», закончившийся увольнением в апреле генерального директора А. В. Филатова. В марте 1997 Д. С. Бакшеев увольняется и переезжает в Москву.
1998—2000 — первый вице-президент Главмосстроя. Принимал участие в устранении последствий и создании мемориального сквера после взрывов жилых домов 1999 года.
2000—2002 — начальник Управления капитального строительства Управления делами Президента Российской Федерации. В 2001 защитил докторскую диссертацию.
2003—2006 — генеральный директор ООО «Капитал-Строй XXI век» в КБ «Московский капитал».
2007—2008 — заместитель начальника управления развития рынка доступного жилья Росстроя РФ.
2008—2009 — заместитель Министра регионального развития Российской Федерации. В Министерстве регионального развития Российской Федерации участвовал в разработке документации по планировке территории для размещения объектов Олимпиады 2014 в Имеретинской низменности и горном кластере, подготовке необходимых дополнений в законодательство для исполнения Олимпийской Программы строительства, возглавлял Оперативный штаб стройки.
2009—2011 — руководитель представительства ООО «Главстрой» в г. Сочи, генеральный директор ООО «Краснодар-Трансстрой».
Профессор, звание присуждено в феврале 2005 года по специальности: городское строительство и хозяйство.
Автор и исполнитель бардовской песни на собственные стихи. Увлечённый рыбак и охотник.